# Edenia
Edenia is een geslacht van schimmels behorend tot de familie Phaeosphaeriaceae. De typesoort is Edenia gomezpompae .

## Soorten
Volgens Index Fungorum telt het geslacht twee soorten (peildatum februari 2022):
| Soortnaam          | Auteur(s)                                          | Publicatiejaar |
| ------------------ | -------------------------------------------------- | -------------- |
| Edenia achyranthis | B.D. Sun, A.J. Chen & W.W. Gao                     | 2013           |
| Edenia gomezpompae | M.C. González, A.L. Anaya, Glenn, Saucedo & Hanlin | 2007           |